# Copa de Naciones de la CFU 1985
La Copa de Naciones de la CFU 1985 fue la quinta edición de este torneo de fútbol a nivel de selecciones nacionales organizado por la Unión Caribeña de Fútbol y que contó con la participación de 12 selecciones nacionales del Caribe, dos menos que en la edición anterior, con la aparición por primera vez de Islas Caimán.
Martinica fue el ganador de la cuadrangular final disputada en Barbados para ser la primera selección nacional en defender el título con éxito y ser la primera en ganar el torneo en más de una ocasión.

## Primera Fase

#### Grupo 1
| Nación                       | J | G | E | P | GF | GC | GD | Pts. |
| ---------------------------- | - | - | - | - | -- | -- | -- | ---- |
| Trinidad y Tobago            | 2 | 1 | 1 | 0 | 6  | 2  | +4 | 3    |
| San Vicente y las Granadinas | 2 | 1 | 1 | 0 | 4  | 1  | +3 | 3    |
| Granada                      | 2 | 0 | 0 | 2 | 1  | 8  | -7 | 0    |

| Equipo 1                     | Resultado | Equipo 2                     |
| ---------------------------- | --------- | ---------------------------- |
| Trinidad y Tobago            | 1-1       | San Vicente y las Granadinas |
| Granada                      | 1-5       | Trinidad y Tobago            |
| San Vicente y las Granadinas | 2-1       | Granada                      |

#### Grupo 2
Guadalupe avanzó a la siguiente ronda tras eliminar a Antigua y Barbuda, Dominica e Islas Caimán.

#### Grupo 3
| Nación           | J | G | E | P | GF | GC | GD | Pts. |
| ---------------- | - | - | - | - | -- | -- | -- | ---- |
| Surinam          | 2 | 2 | 0 | 0 | 2  | 0  | +2 | 4    |
| Guyana           | 2 | 1 | 0 | 1 | 4  | 1  | +1 | 2    |
| Guayana Francesa | 2 | 0 | 0 | 2 | 0  | 2  | -2 | 0    |

| Equipo 1         | Resultado | Equipo 2         |
| ---------------- | --------- | ---------------- |
| Guayana Francesa | 0-1       | Guyana           |
| Surinam          | 1-0       | Guayana Francesa |
| Guyana           | 0-1       | Surinam          |

## Segunda Fase
| Nación            | J | G | E | P | GF | GC | GD | Pts. |
| ----------------- | - | - | - | - | -- | -- | -- | ---- |
| Guadalupe         | 2 | 1 | 1 | 0 | 2  | 2  | +1 | 3    |
| Surinam           | 2 | 1 | 0 | 1 | 4  | 1  | +1 | 2    |
| Trinidad y Tobago | 2 | 0 | 1 | 1 | 1  | 2  | -1 | 1    |

| Equipo 1          | Resultado | Equipo 2          |
| ----------------- | --------- | ----------------- |
| Guadalupe         | 1-1       | Trinidad y Tobago |
| Surinam           | 0-1       | Guadalupe         |
| Trinidad y Tobago | 0-1       | Surinam           |

## Fase Final
Todos los partidos se jugaron en Barbados.
| Equipo 1  | Resultado | Equipo 2  |
| --------- | --------- | --------- |
| Martinica | 2-1       | Guadalupe |
| Barbados  | 0-0       | Surinam   |
| Surinam   | 0-2       | Martinica |
| Guadalupe | 1-1       | Barbados  |
| Surinam   | 2-2       | Guadalupe |
| Barbados  | 1-1       | Martinica |

### Quadrangular Final
| Nación    | J | G | E | P | GF | GC | GD | Pts. |
| --------- | - | - | - | - | -- | -- | -- | ---- |
| Martinica | 3 | 2 | 1 | 0 | 5  | 2  | +3 | 5    |
| Barbados  | 3 | 0 | 3 | 0 | 2  | 2  | 0  | 3    |
| Guadalupe | 3 | 0 | 2 | 1 | 4  | 5  | -1 | 2    |
| Surinam   | 3 | 0 | 2 | 1 | 2  | 4  | -2 | 2    |

## Campeón
| Copa de Naciones de la CFU 1985 |
| ------------------------------- |
| Bandera de Martinica            |
| Martinica 2º Título             |